# 伊集院俊隆
伊集院 俊隆（いじゅういん としたか、1929年2月 - 2004年9月1日）は、日本のロシア語翻訳家、出版編集者、ロシア語教育者。

## 略歴
現在の大阪府大阪市旭区森小路生まれ。大阪市立中大江東小学校、山水中学校、仙台幼年学校、茨城県立下妻中学校を経て、東京外国語大学ロシア語科卒業。新読書社社長、本郷ロシア語クールス主宰。レーニン、クルプスカヤ夫妻に関心が深く教育学関係図書の翻訳を多く行った。
2004年9月1日、脳幹梗塞のため死去。

## 著書
- 『レーニン』（小峰書店、幼年伝記ものがたり） 1972
- 『クループスカヤの旅』（新読書社） 1979.12
- 『みどりのランプ クループスカヤの青春物語』（新読書社） 1989.2
- 『本郷ロシア語クールス物語』（新読書社） 1993.7

## 翻訳
- 『愛情を信じよう ソ連の恋愛・結婚・離婚』（ラーピン編著、飯田規和共訳、新読書社出版部） 1958
- 『乳幼児の保育』（アクサリナ、新読書社） 1971
- 『チェブラーシュカとなかまたち』（エドワード・ウスペンスキー、新読書社） 1976.5
- 『ソビエトの社会保育』（エヌ・アクサリナ、新読書社） 1976.10
- 『教育と教師について』（スホムリンスキー、ソロベイチク編、川野辺敏, 福井研介共訳、新読書社） 1977.10
- 『乳・幼児の運動の発達』（エム・イ・ファナリョフ編著、共訳、新読書社） 1980.9
- 『きんのさかなのものがたり』（プーシキン、 新読書社、ソビエトの子どもの本シリーズ） 1983.3
- 『神経症の子ども 精神神経科医の忠告』（L・N・タラン, V・P・ペトルニク、初瀬和彦共訳、新読書社） 1985.9
- 『幼児の教育』（A・サポロージェツ, T・マルコワ、共訳、プログレス出版所、現代ソビエト教育学大系） 1985.9
- 『子育ての科学』（ザポロージェツ編、内山紀子共訳、新読書社） 1987.9
- 『幼年期から中等学校時代のレーニン』（アンナ・ウリヤノワ、新読書社） 1988.11
- 『遊びの心理学』（エリコニン、天野幸子共訳、新読書社） 1989.2
- 『レーニンの妻クループスカヤの場合 ペレストロイカの光に照らして』（S・ルバノフ、新読書社） 1990.5
- 『青少年の教育』（N・K・クループスカヤ、関啓子共訳、新読書社） 1991.6
- 『君たち、子どもの権利 0歳から18歳までの権利条約を考える』（ユーリ・ヤコブレフ、菊池嘉人共訳、新読書社） 1992.8
- 『これは私の運命 レーニンとスターリン』（S・ルバノフ、澤野由紀子共訳、新読書社） 1992.4
- 『レーニン批判の批判』（S・A・ルバノフ、佐野柳策, 佐藤都子共訳、新読書社） 1993.6
- 『ムソルグスキー その作品と生涯』（アビゾワ、新読書社、ロシア・ソビエトの作曲家たち） 1993.12
- 『ピエロの人形』（ローベルト・バブロヤン再話、新読書社） 1996.5
- 『ロシア金塊の行方 シベリヤ出兵と銀行』（ラティシェフ、井戸口博共訳、新読書社） 1997.4
- 『レーニンの生活と人間像』（メリニチェンコ、佐藤利郎, 佐野柳策共訳、新読書社） 2000.4
- 『レーニンと日本』（メリニチェンコ、解説・監修、佐野柳策, 松澤一直, 吉田知子共訳、新読書社） 2001.11
- 『スターリンとレーニン』（リチャルド・コソラポフ、新読書社） 2003.4

## 参考
- レーニンと日本 - 紀伊国屋書店BookWeb